# Wonorejo (Lawang)
Wonorejo is een bestuurslaag in het regentschap Malang van de provincie Oost-Java, Indonesië. Wonorejo telt 7151 inwoners (volkstelling 2010).